# C8 (tomba)
C8: fa parte di una serie di 15 Tombe dei Nobili site nell’area della necropoli di Sheikh Abd el-Qurna di cui è archeologicamente nota l’esistenza, e di cui si hanno notizie sul titolare e sulla struttura, ma di cui si è persa la localizzazione. La necropoli di Dra Abu el-Naga fa parte della più vasta Necropoli Tebana, sulla sponda occidentale del Nilo dinanzi alla città di Luxor, in Egitto. Destinata a sepolture di nobili e funzionari connessi alle case regnanti, specie del Nuovo Regno, l'area venne sfruttata, come necropoli, fin dall'Antico Regno e, successivamente, sino al periodo Saitico (con la XXVI dinastia) e Tolemaico.

## Titolare
C8 era la tomba di:
| Titolare | Titolo                                        | Necropoli                       | Dinastia/Periodo | Note                                                                                         |
| -------- | --------------------------------------------- | ------------------------------- | ---------------- | -------------------------------------------------------------------------------------------- |
| Nakht    | Sovrintendente al pollame nel dominio di Amon | Sheikh Abd el-Qurna, in pianura | XIX dinastia     | probabilmente nei pressi della TT343 (ubicazione così indicata da Jean-François Champollion) |

## Biografia
È noto solo il nome della moglie, Irtnefert.

## La tomba
Si ha notizia di un'anticamera in cui, sulla "parete sinistra" era rappresentato il defunto mentre esegue un'ispezione e registra e contabilizza le oche. In altra scena il defunto e la famiglia intenti nell'uccellagione e nella preparazione delle prede, nonché scene agricole. In una sala più interna scene di banchetto, con una fanciulla che offre una coppa al defunto e alla moglie.

### Annotazioni
1. ↑  La planimetria non è in scala e ha valore esclusivamente di visione d'insieme; l'ubicazione delle singole tombe non è topograficamente esatta, ma vuole visualizzare la concentrazione delle sepolture, nonché il "disordine" con cui le stesse sono state classificate.
2. ↑  I campi della Duat, ovvero l'aldilà egizio, si trovavano, secondo le credenze, proprio sulla riva occidentale del grande fiume.
3. ↑  Nella sua epoca di utilizzo, l'area era nota come "Quella di fronte al suo Signore" (con riferimento alla riva orientale, dove si trovavano le strutture dei Palazzi di residenza dei re e i templi dei principali dei) o, più semplicemente, "Occidente di Tebe".
4. ↑  Le Tombe dei Nobili, benché raggruppate in un'unica area, sono di fatto distribuite su più necropoli distinte.

### Fonti
1. ↑  Porter e Moss 1927, revisione 1970 pp. 447-454.
2. ↑  Donadoni 1999,  p. 115.
3. 1 2  Porter e Moss 1927, revisione 1970 p. 459.